# Patriotyczny Ruch Ludowy
Patriotyczny Ruch Ludowy (fiń. Isänmaallinen kansanliike, IKL) – skrajnie prawicowe, faszystowskie i nacjonalistyczne ugrupowanie polityczne w Finlandii w latach 30. i I poł. lat 40. XX wieku.
Patriotyczny Ruch Ludowy został założony 5 czerwca 1932 jako kontynuacja antykomunistycznego i coraz bardziej faszystowskiego Ruchu Lapua, który po nieudanej próbie zamachu stanu został rozwiązany 21 listopada tego roku. Założycielami IKL byli Herman Gummerus, Vilho Annala i Erkki Räikkönen. Na przewodniczącego został namaszczony przywódca Ruchu Lapua Vihtori Kosola, który wówczas przebywał w więzieniu. Członkowie IKL nosili czarne koszule z niebieskimi krawatami, wzorując się na ubiorze włoskich faszystów. Było wśród nich wielu pastorów i członków ruchu protestanckiego, zwanego Herännäisyys. Program Ruchu zawierał hasła silnie antykomunistyczne i nacjonalistyczne, występując przeciwko prawom języka szwedzkiego w Finlandii. Występowały nawet akcenty antysemickie. Zamierzano przyłączyć do Finlandii część sowieckiej Karelii. Ruch miał być głosem moralności chrześcijańskiej w fińskim parlamencie. IKL miał swoją organizację młodzieżową Sinimustat, której członkowie przechodzili przeszkolenie paramilitarne. Na jej czele stał charyzmatyczny pastor Elias Simojoki. Młodzieżówka została rozwiązana w 1936, ale na jej miejsce powstała rok później Mustapaidat. IKL startował w wyborach parlamentarnych w 1933 w koalicji z prawicową Narodową Partią Koalicyjną, zdobywając 14 miejsc. Wkrótce Narodowa Partia Koalicyjna zmieniła swoją politykę, zrywając sojusz z IKL i przejmując część jej działaczy. Z kolei rząd podjął działania zmierzające do zahamowania rozwoju IKL. W 1934 r. zostały uchwalone przepisy wymierzone w skrajną propagandę partyjną, zaostrzające sankcje za naruszanie porządku publicznego i prowokowanie rozruchów, a następnie delegalizujące partyjne bojówki i noszenie uniformów wzorowanych na wojskowych przez członków organizacji cywilnych. W wyborach parlamentarnych w 1936 r. IKL zdobyła 14 miejsc. Nowa lewicowa koalicja rządowa złożona z socjaldemokratów i ludowców prowadziła politykę wymierzoną w IKL. W 1938 r. minister spraw wewnętrznych Urho Kekkonen wszczął śledztwo przeciwko przywódcom Patriotycznego Ruchu Ludowego, ale sąd nie zdecydował się na zdelegalizowanie IKL. Wybory parlamentarne w 1939 przyniosły Ruchowi tylko 8 miejsc. Po wojnie zimowej z ZSRR przedstawiciel IKL pastor V. Annala wszedł w grudniu 1940 do koalicyjnego gabinetu rządowego, w którym były reprezentowane wszystkie liczące się partie polityczne. Był ministrem transportu. W odpowiedzi Ruch zaprzestał atakowania parlamentarnego systemu politycznego Finlandii. Po zakończeniu działań wojennych w 1944, IKL został zdelegalizowany pod presją ZSRR.
W 1993 IKL pojawił się ponownie na fińskiej scenie politycznej pod przywództwem Matti Järviharju, ale ma niewielkie poparcie społeczne.